# Бульвар 30 июня
Бульвар 30 июня (фр. Boulevard du 30 Juin) — центральная улица города Киншаса, столицы Демократической Республики Конго. Длина улицы составляет 5 км.
Является главной транспортной артерией города, соединяя политический и деловой район Ла-Гомбе на севере с районами Кинтамбо и Нгалиема на западе Киншасы; то есть два исторических центра города — Леопольдвиль (основанный в 1881 году) и современный центр (развивающийся с 1940-х годов).

## Название
Первоначально улица носила название Бульвар Альберта I по имени бельгийского короля, правившего в 1909—1934 годах. В 1963 году улицу переименовали в Бульвар 30 июня в честь провозглашения независимости Бельгийского Конго от Бельгии, которое произошло тремя годами ранее, 30 июня 1960 года после острого политического Конголезского кризиса.
В честь одного из деятелей национально-освободительного движения Конго, первого премьер-министра страны Патриса Лумумбы, названа одна из площадей в Киншасе, которую пересекает бульвар.

## Здания и сооружения
На бульваре расположены многие национальные правительственные учреждения, такие как Министерство связи, Министерство занятости, Министерство финансов, Министерство здравоохранения, Министерство земельных дел и т. д. Тут также находятся офис Интерпола, посольства Бельгии, Нидерландов, Ирана, Южной Кореи, Намибии, Камеруна, Республики Конго, Туниса и Анголы.
На бульваре расположены несколько отелей, множество торговых центров, магазинов, ночных клубов, офисов международных компаний и авиалиний. В центральной части улицы она граничит с большой зелёной зоной, занимаемой гольф-клубом и кладбищем Гомб.
На северо-востоке улица упирается в площадь перед Центральным вокзалом Киншасы.